# 黒十字
| 黒十字（タッツェンクロイツ） |  | 黒十字（バルケンクロイツ） |
| 黒十字（タッツェンクロイツ） |  | 黒十字（バルケンクロイツ） |

黒十字（くろじゅうじ、ドイツ語: Schwarzes Kreuz）とは、ドイツやプロイセンで用いられている十字の紋章の一つ。
ドイツ騎士団の使用したクロスパティーの一種から作られ、鉄十字の元ともなった。
十字の棒の幅が末広がりになっている伝統的なものはタッツェンクロイツ（ドイツ語版）、十字の棒の幅が同じものはバルケンクロイツ（ドイツ語版、英語版）と呼ばれる。
現在ではタッツェンクロイツがドイツ連邦軍の国籍標識に使用されている。

## 種類

ドイツ騎士団の十字の1つ（チュートン騎士団のマントに描かれた十字章）
黒十字の1種（海軍の提督旗）
黒十字の1種。バルケンクロイツ。
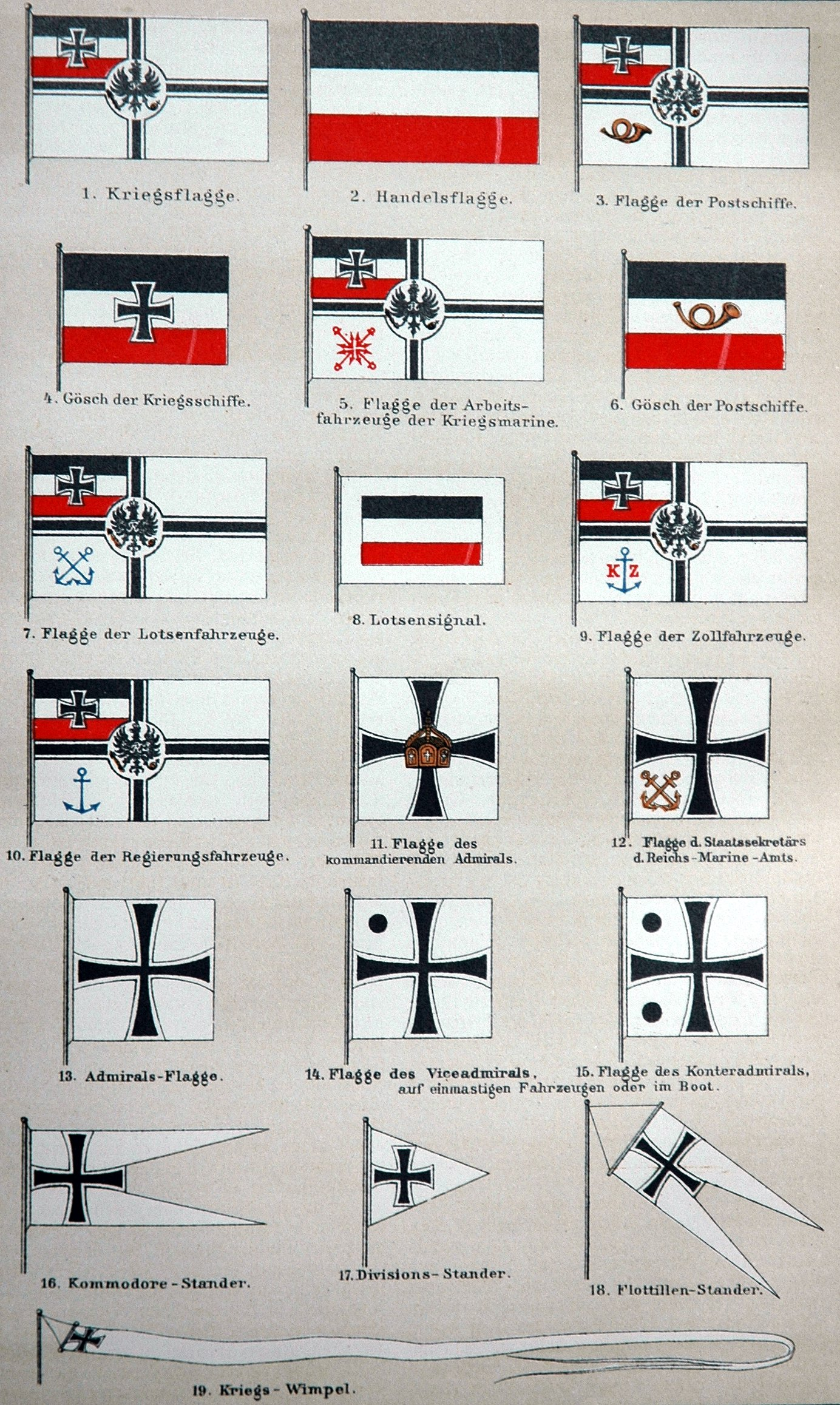
黒十字を使用したドイツの旗

## 類似の紋章

ズヴォニミル十字 クロアチア独立国空軍の国籍マーク
ハンガリー王国空軍の国籍マーク(1942-1945)
独立スロバキア空軍の国籍マーク(1941-1945)

## 関連
- 十字
- 鉤十字
- 鉄十字